# Русская проза (альманах)
«Русская проза» — российский литературный журнал (альманах), выпускавшийся петербургским издательством «ИНАПРЕСС» в 2011—2013 годах. Всего выпущено три номера издания. Редакторы — Денис Ларионов и Станислав Снытко (в первых двух номерах также писатель Никита Бегун). В 2012 году журнал вошёл в короткий список Премии Андрея Белого в номинации «Литературные проекты».
Каждый номер журнала включал архивную публикацию, предварявшую тексты современных авторов: в первом выпуске был переиздан роман Андрея Николева «По ту сторону Тулы» (1931), во втором — неопубликованная проза Леона Богданова, в третьем — дневники Эриха Голлербаха и Константина Сомова. Среди авторов журнала — писатели Дмитрий Данилов, Валерий Вотрин, Марианна Гейде, Андрей Иванов, Виктор Іванів, Александр Ильянен, Николай Кононов, Андрей Левкин, Юрий Лейдерман, Маргарита Меклина, Павел Пепперштейн, Александр Покровский, Александр Скидан, Сергей Спирихин, Алексей В. Цветков, критики Игорь Гулин, Александр Житенев, Виктор Мазин, Александр Чанцев.